# Anizotropie
Anizotropie je vlastnost, kterou se označuje závislost určité veličiny na volbě směru. Vlastnosti jsou v různých směrech různé. Příkladem anizotropie je světlo přicházející přes polarizátor. Dalším příkladem je dřevo, které je jednodušší rozdělit podél letokruhů, než napříč letokruhy. Používá se obvykle jako přídavné jméno anizotropní.
Opakem anizotropie je izotropie. Speciálním případem anizotropie je ortotropie, kdy jsou materiálové osy totožné s osami geometrickými.

## Oblasti, ve kterých se vyskytuje

### Počítačová grafika
V oblasti počítačové grafiky může anizotropní povrch změnit vzhled rotací kolem geometrické osy, jako v případě sametu.
Anizotropní filtrování (AF) je způsob zvýšení kvality obrazu textury na površích, které jsou daleko a kolmo postavená. Starší techniky, jako je bilineární a trilineární filtrování, neberou v potaz úhel povrchu, ten je z pohledu, což může mít za následek rozmazání textur. Snížením detailů ve více než v jednom směru sníží účinky další práce.

### 3D Tisk
V oblasti FDM 3D tisku se anizotropie projevuje u výtisku rozdílnou pevností v tahu, která je vyšší ve směru vodorovných os X a Y oproti svislé ose Z.

### Chemie
Chemický anizotropní filtr se používá k filtrování částic. Jedná se o filtr s více malými dírkami ve směru filtrace, tak, že proximální oblasti odfiltrují větší částice a v distální oblasti odstraňují menší částice. Výsledkem je větší průtok a účinnější filtrace.
Ve fluorescenční spektroskopii je fluorescenční anizotropie vypočtena z vlastností polarizace fluorescence ze vzorků aktivovaných s rovinným polarizováním světla.
Používá se pro určování tvaru makromolekuly. Měření anizotropie odhaluje průměrné úhlové změny polohy fluoroforu, který se vyskytuje mezi absorpcí a emisí fotonu.

### Reálný svět
Představy o vázané gravitaci nebo o uměle vytvořeném životním prostředí jsou zejména anizotropní v orientačním smyslu s obrazovou strukturou umístěnou a  orientovanou rovnoběžně nebo kolmě k řízení gravitace. (vertikálně a horizontálně)

### Geostatistika
Tento termín platí pro obě náhodné funkce a to variogram nebo kovarianci. Nastává, jestliže jsou hodnoty variogramu závislé jak na vzdálenosti, tak i směru. Opakem je izotropie.

### Fyzika
Fyzikové z University of California, Berkeley informovali o detekci kosmické mikrovlnné kosinus anizotropie v pozadí radiace v roce 1977. Jejich experiment demonstroval Dopplerův posun (efekt) způsoben pohybem Země. Použili tento termín, aby popsali změnu v závislosti na vlastnosti materiálů.
Například v plazmě dojde k magnetické anizotropii tak, že magnetické pole je orientované v preferovaném směru.
Anizotropní kapaliny jsou ty, které mají tekutost normální kapaliny, ale mají běžné strukturální pořadí vzhledem k sobě navzájem podél molekuly osy. Všechny kapaliny, které neobsahují strukturní uspořádání molekul, na rozdíl od vody a chloroformu. Tekuté krystaly jsou příkladem anizotropní kapaliny.
Některé materiály přenáší teplo takovým způsobem, jako je izotropie, nezávisle na prostorové orientaci kolem zdroje tepla. To je běžnější pro vedené tepla anizotropii, což znamená, že je nutné detailní geometrické modelování z různých materiálů, které musí být tepelně vodivé.
Jsou to materiály používané pro přenos a odnímání tepla ze zdroje. Mnoho krystalů je anizotropních na světlo (optická anizotropie) a vykazují vlastnosti jako např. dvojlom.
Krystalová optika popisuje šíření světla v těchto médiích. Osa anizotropie je definována jako osa, podél které je izotropie rozdělena (nebo osy souměrnosti, jako normální krystalický jev). Některé materiály mohou mít více takových optických os.

### Geologie a geofyzika
Měření účinků anizotropie v seizmických datech může poskytnout důležité informace o mineralogii a procesů v Zemi. Ve skutečnosti významná seizmická anizotropie byla zjištěna v zemské kůře, v plášti a ve vnitřním jádře.
Geologické útvary z různých vrstev usazeného materiálu mohou vykazovat elektrickou anizotropii; elektrická vodivost v jednom směru (např. paralelní s vrstvou), se liší od druhé vrstvy (např. kolmo k vrstvě). Tato vlastnost se používá v průzkumu průmyslu ropy a zemního plynu k identifikaci uhlovodíků v sekvencích písku a břidlice.
Písková ložiska uhlovodíků aktiva mají vysoký odpor (nízkou vodivost), vzhledem k tomu břidlice mají nižší odpor. Nástroje posuzování měření vodivosti/odporu a výsledky měření, jsou užitečné pro nalezení ropy a zemního plynu ve studnách.
Hydraulická vodivost vodnatých vrstev je často anizotropní ze stejného důvodu, při výpočtu proudění podzemní vody do kanalizace nebo studní, kdy je rozdíl mezi horizontální a vertikální propustností. Je třeba brát toto v úvahu, jinak mohou být výsledky chybné.  
Většina horninotvorných minerálů jsou anizotropní (např. křemen a živec). Anizotropii je nejspolehlivěji vidět v optických vlastnostech minerálů. Příkladem je nerost granát.

### Lékařská akustika
V lékařství se anizotropie vyskytuje u ultrazvuku, kdy zobrazuje jiné výsledné echo měkkých tkání, např. šlach, když se změní úhel snímače. Je-li vlákno šlachy světlé a převodník kolmý na šlachy, může se jevit tmavší, pokud je pod šikmým úhlem, může být zdrojem mnoha chyb.

## Použití termínu
Používá se ve vědeckých oborech, především ve fyzice a matematice.
- Opticky anizotropní prostředí
- Anizotropní látka
- Kosmické záření
- Anizotropní filtrování